# Céramique (Athènes)
Le Céramique (en grec ancien Κεραμεικός / Kerameikós) est le quartier des potiers à Athènes.

## Toponymie
Selon Hérodote, son nom vient du grec ancien κέραμος / kéramos, « terre de potier, argile ». Pour Pausanias, le nom vient plutôt de Céramos, fils d'Ariane et de Dionysos[réf. souhaitée].

## Site archéologique

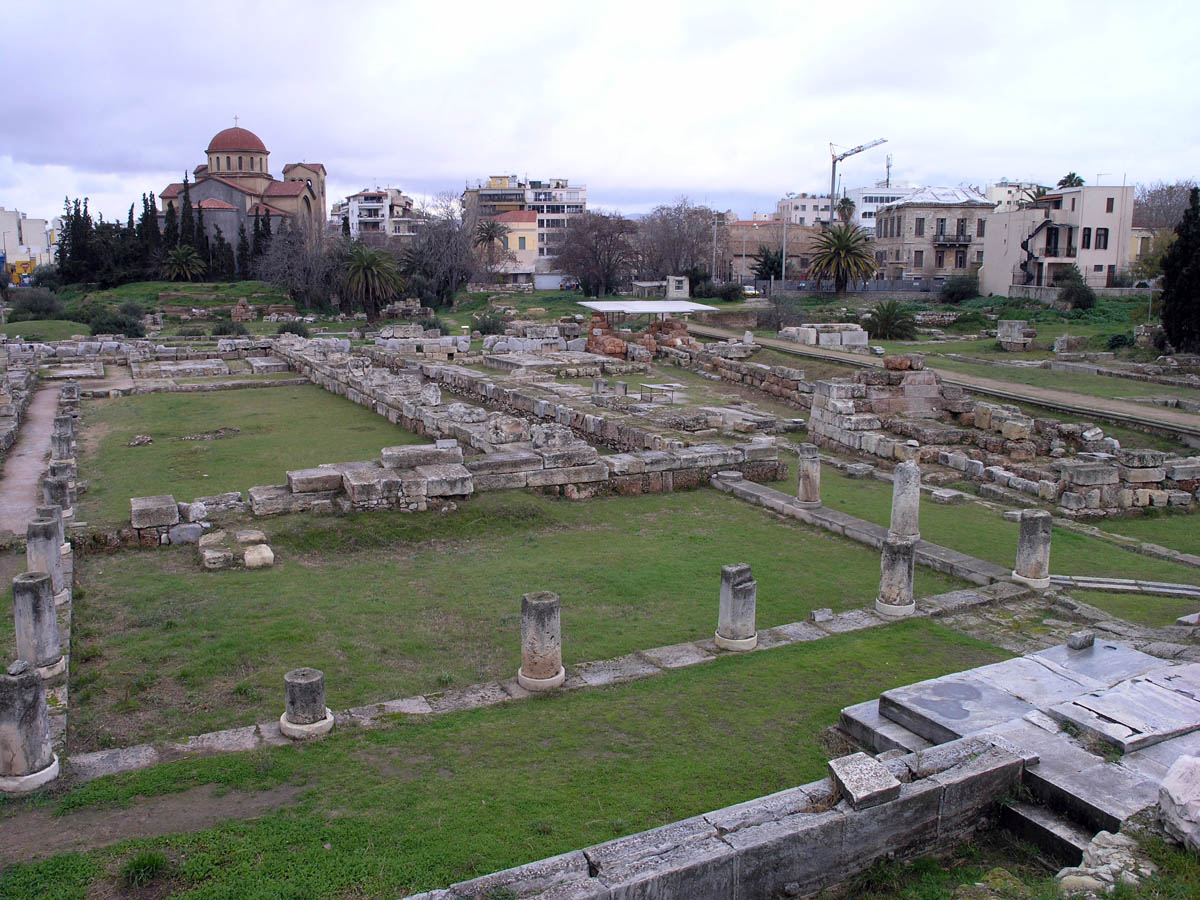
Vue générale du site archéologique depuis le Pompéion vers le nord-ouest.

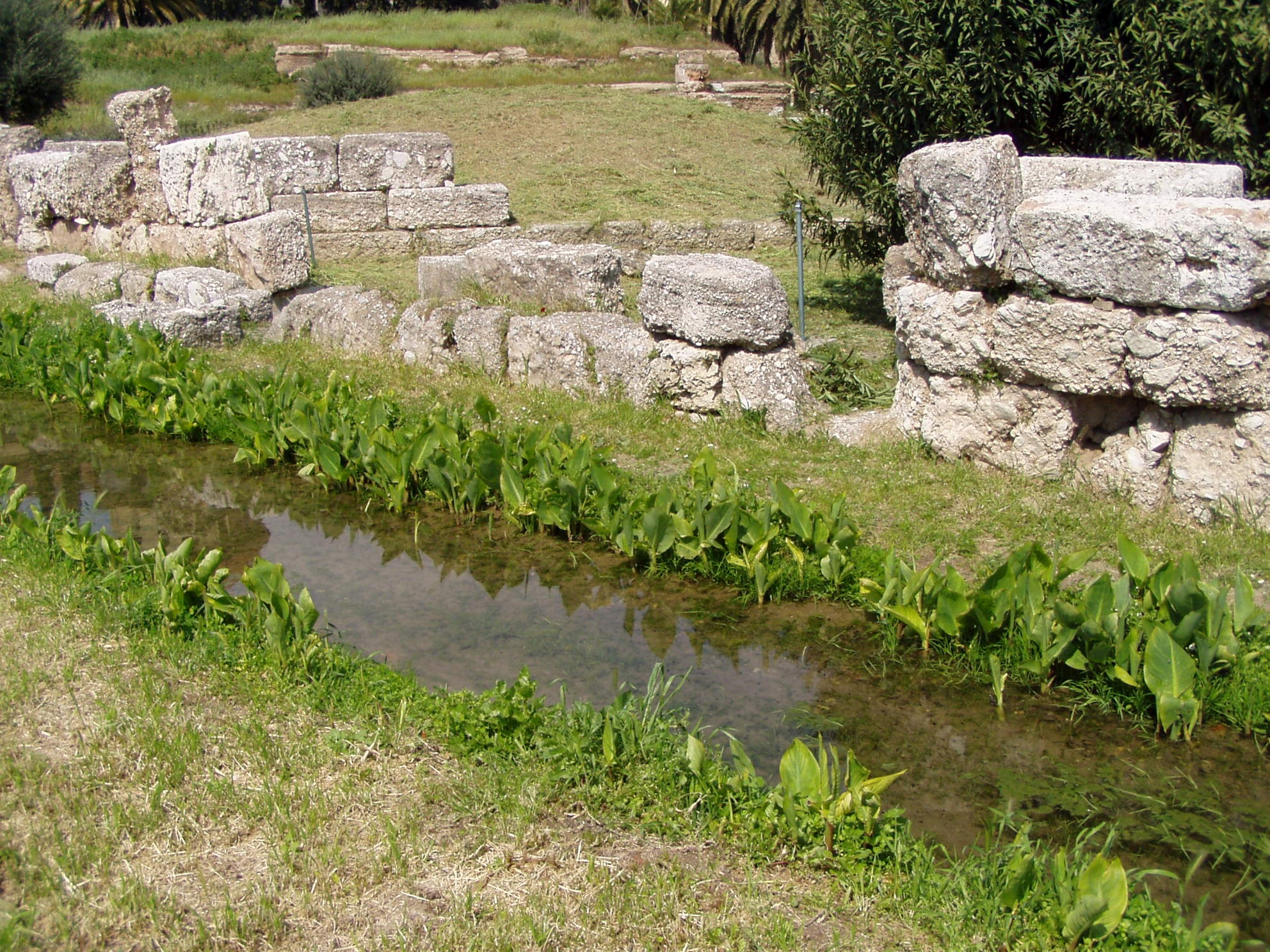
L'Éridanos (ruisseau)

### Cimetière du Céramique

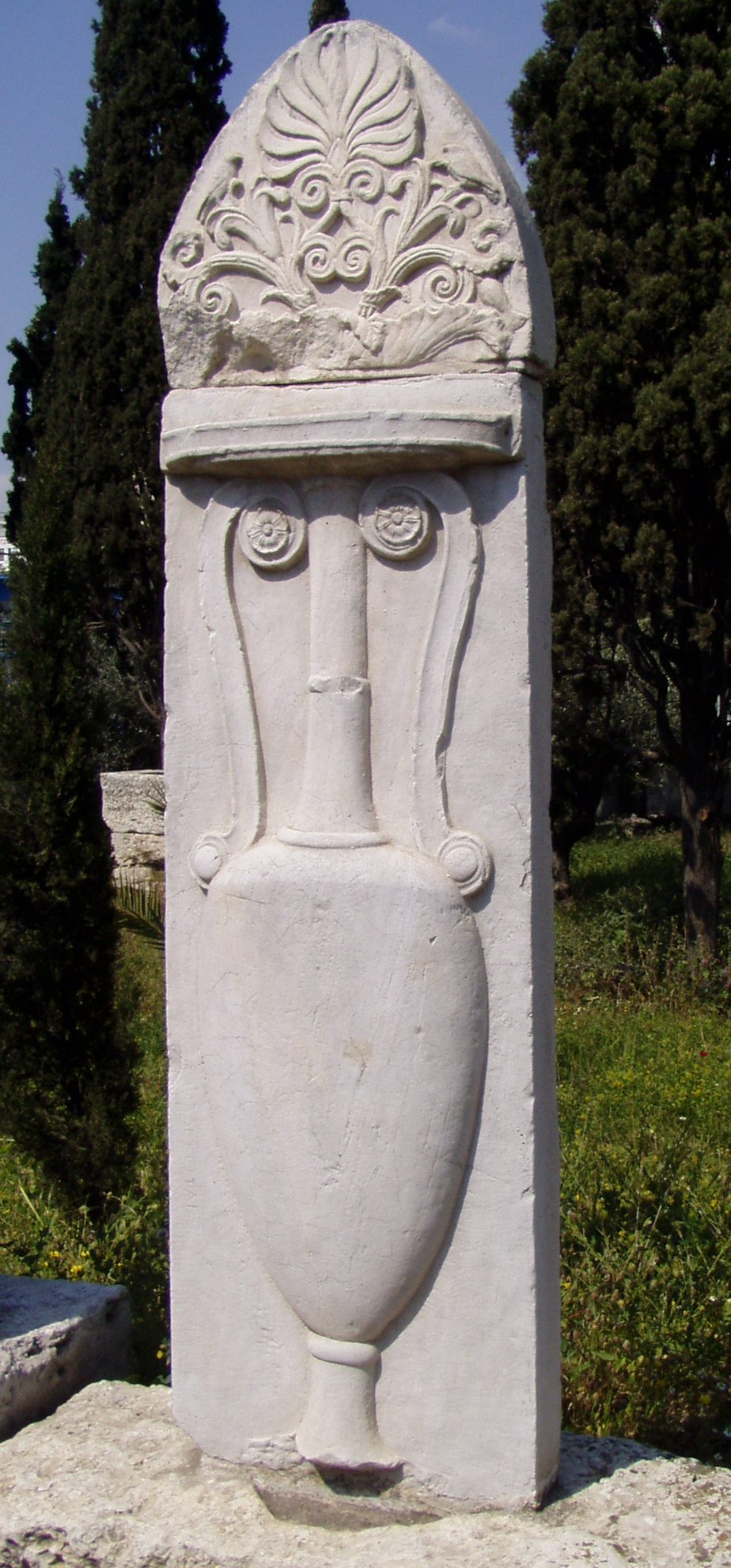
Lécythe (bas-relief)
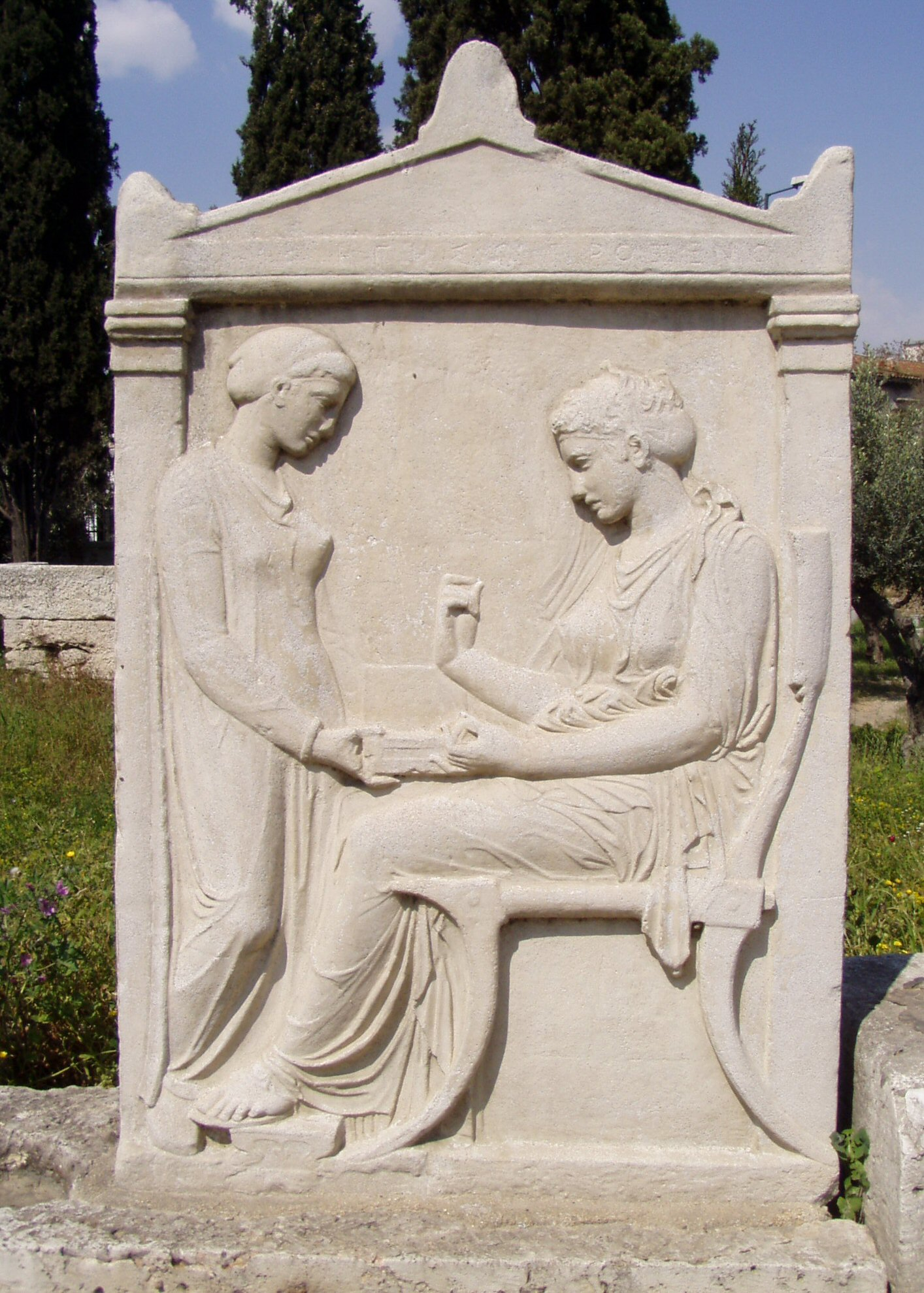
Stèle d'Hégéso
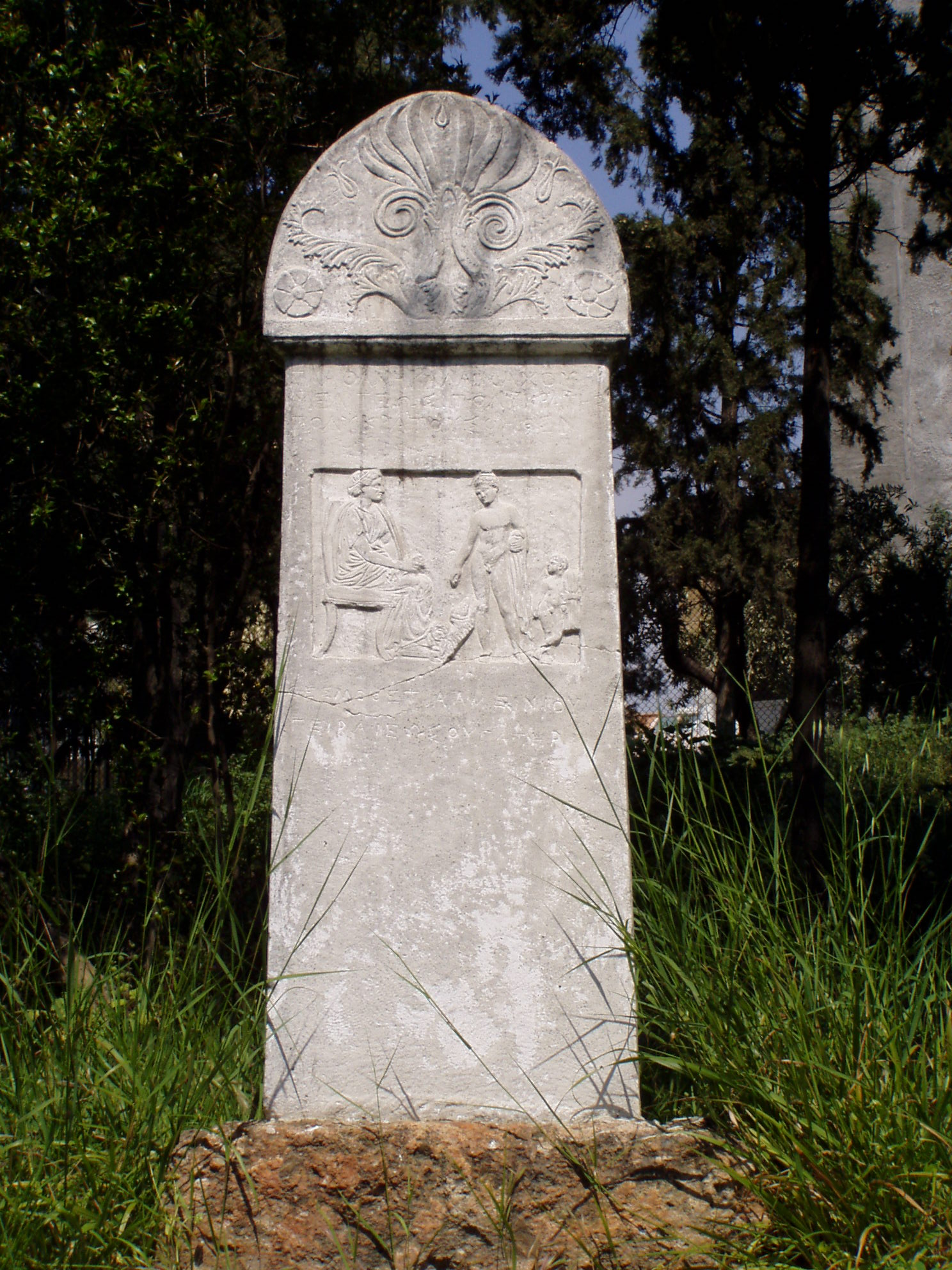
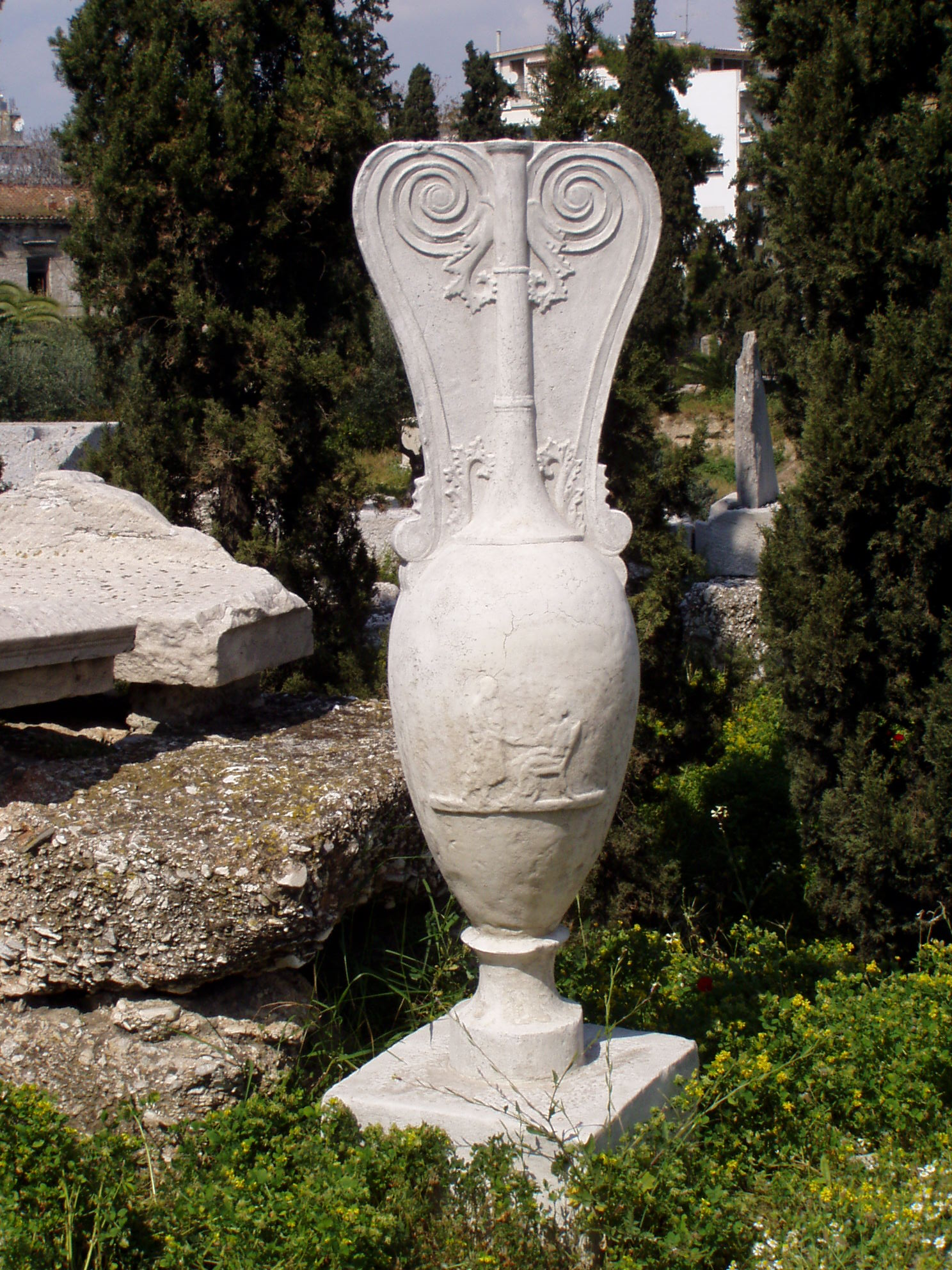
Lécythe
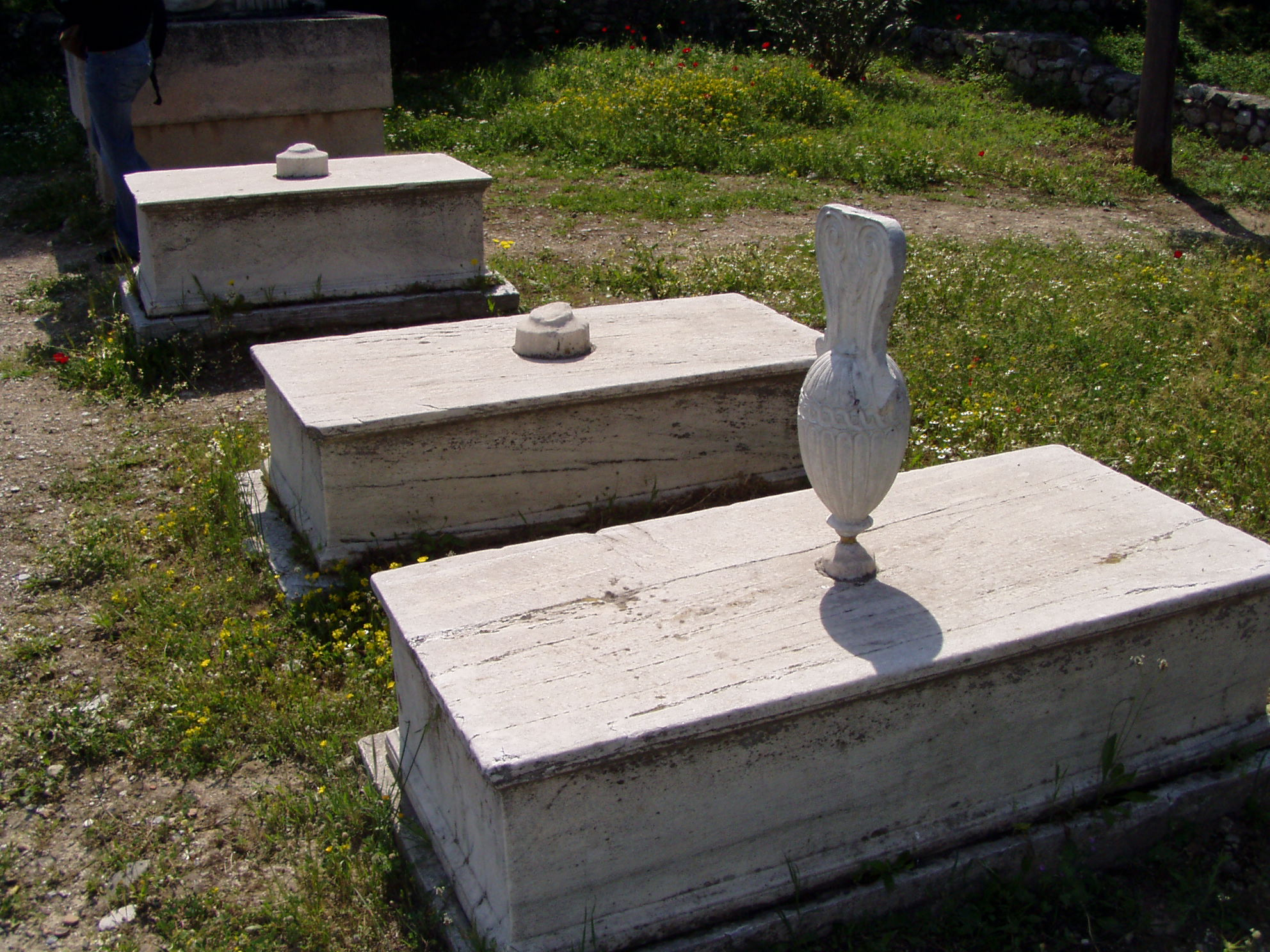